# トロフィム・ルイセンコ
トロフィム・デニーソヴィチ・ルイセンコ（ウクライナ語: Трохи́м Дени́сович Ли́сенко、露: Трофи́м Дени́сович Лысе́нко、1898年9月29日 - 1976年11月20日） は、ウクライナ出身のソビエト連邦の生物学者・農学者。ミチューリン主義農法の創立および主要な指導者で、ソ連科学アカデミー（1939年）、ウクライナ国立アカデミー（1934年）、全ソ連農業アカデミー（1935年）を歴任した共産党員であった。
ロシアの園芸家で生物学者であったイヴァン・ミチューリンの交配理論を支持し、メンデル遺伝学を排斥した他、それらを疑似科学運動に適用し、ルイセンコ学説と名付けた。ヨシフ・スターリンの支持の元、反遺伝学キャンペーン（ルイセンコ論争）を展開して正統派遺伝学者を排斥しソ連の遺伝学に極めて著しい打撃を与えた上、彼の提唱した農法が実行された結果、ソ連農業に対しても大きな被害を与えた。スターリンの死後はスターリン批判によって権威が低下し、後任のニキータ・フルシチョフを取り込むことで一時的に巻き返すことができたが、最終的にフルシチョフの失脚に伴い自身も失脚した。

## 略歴
ウクライナのポルタヴァ地方カルロフカ・コンスタンチノグラートで中農の子として生まれ、義務教育をおえたのち、キエフ園芸専門学校にはいり1925年に卒業するとキロヴァバードの育種試験場に赴任した。ここで植物の発生の研究をおこない、1929年にはオデッサの選択遺伝研究所に転じた。ここでの活動で主張した独自の遺伝学説は、スターリンに支持され急激に勢力を獲得していく。1936年からは所長を務め正統派の遺伝学者との間には激しい論争を戦わせるが1939年にソ連科学アカデミー会員となり、同年の討論会で決定的な勝利を得た。1940年からソ連科学アカデミー遺伝学研究所所長を1965年まで勤め、敗れた正統派遺伝学者たちは、逮捕、追放されるか転向を余儀なくされた。こうして彼が提唱し実践された農法は、ソ連農業を荒廃させたが、その実情は隠蔽された。
ルイセンコによる反遺伝学キャンペーン（ルイセンコ論争）は、スターリン批判に伴って下火となったものの、ルイセンコは巻き返しを図り、フルシチョフを取り込むことに成功する。フルシチョフの解任後、1965年にルイセンコは科学アカデミーの遺伝学研究所所長のポストを失う。それにも関わらず、彼は遺伝学研究所で研究室を率いることを許されており、ルイセンコの言葉と手法、アイデアを理解していたソ連の集団農場において、彼の人気は不動のものだった（その業績を否定すればそれまで擁護してきた国家権力の威信を傷つけるため）。ルイセンコは1976年、モスクワにて死去、クンツェボ墓地に埋葬された。
その生涯で社会主義労働者英雄勲章、レーニン勲章を8回受賞（1935年、1945年に2度、1948年、1949年、1953年、1958年、1961年）、スターリン賞を3度受賞（1941年、1943年、1949年）した。

## 業績
農学者としてルイセンコは、幾つかの農法（ヤロビ農法、綿の芽掻き、夏にジャガイモを植える） を提唱および奨励した。ルイセンコのほとんどの農法は、ソ連で広く導入されている最中でさえ、ピョートル・コンスタンチーノフ、アレクサンドル・リュービシチェフ、ピョートル・リシーツィン、その他に批判された。
ヤロビザーツィヤ（春化）処理自体は、一定の品種について有効な場合があることが認められ、「バーナリゼーション」として一般化され、園芸用語のひとつとなっている。また、ミチューリンの育種法のなかで推進された、混合花粉受粉法、栄養接木雑種法は、積極的な意味をもつものとしてとらえられ、現在でも無視出来ない農業技術として知られている。
ルイセンコに異を唱える科学者たちは、農学技術上の理論的欠点を指摘し、彼が科学の一般的な手法に従っていないと批判した。幾つかの手法（たとえばハンガリーの昆虫学者ヤブロノフスキーによって提案されたゾウムシを克服する方法）は、ルイセンコよりずっと前に知られていたが、期待した成果を挙げられずに廃れたものだった。
植物相の発展の理論 では、ルイセンコの名前は遺伝学の学者やミチューリン遺伝学を認めない者達に対する迫害と関係付けられた。
オリガ・レペシンスカヤ（1871年-1963年）の、新しい細胞は細胞の構造を持たない「生きる物質」(«живого вещества»)からも形成されるという理論を支持したが、それは後に生物学的に非科学的であると見なされるようになった。

## 影響
イギリス、アメリカでは、その学説、農法は批判され他国でも同様だったが、第二次世界大戦後の中国(大躍進政策)、北朝鮮では農業(主体農法)に採用され多大な被害を出した。日本では、戦後紹介され賛成派と反対派の間でルイセンコ論争を引き起こしたが、農業技術の発展による作物の増収によって成果が不確実なヤロビ農法は相手にされなくなったこと、高度経済成長による離農者の増加で1954年を境にして忘れ去られていった。
言語学においても、ニコライ・マルのヤフェト理論が大きな影響を与えるようなスターリン時代のソ連の風潮の中で、メンデル遺伝学を否定し、ネオ・ラマルキズム論の立場をとるミチューリンの理論を発展させ、独自の進化論を述べたルイセンコに真っ向から反対したニコライ・ヴァヴィロフは、1940年に「ブルジョア的エセ科学者」として解職、逮捕され、1943年に栄養失調のため獄死した。
1962年、ノーベル財団がジェームズ・ワトソン及び、フランシス・クリック、モーリス・ウィルキンスの共同論文「核酸の分子構造および生体における情報伝達に対するその意義の発見」に対し生理学・医学賞を授与。DNAの構造や機能が解明されていくにつれ、ルイセンコ学説の支持者はいなくなっていった。
1964年、物理学者のアンドレイ・サハロフは科学アカデミーの総会でルイセンコを声高に非難した。
作家のアレクサンドル・ソルジェニーツィンは、1973年からフランスで出版したルポルタージュ『収容所群島』でこのように告発している。
他に生物学者のジョレス・メドヴェージェフは Rise & Fall Of Trofim D. Lysenko（『トロフィム・ルイセンコの興亡』） を著し、1969年にコロンビア大学出版局から英語で出版された。日本語訳は『ルイセンコ学説の興亡』（金光不二夫訳、河出書房新社 、1971年）として出版されている。